# Jim Beach
Jim Beach, właśc. Henry James Beach (ur. 9 marca 1942 w Gloucester) – brytyjski prawnik i menedżer muzyczny. Wieloletni menedżer zespołu Queen oraz grupy komediowej Monty Python. Wraz z Dave’em Rowntreem stworzył Transistor Project.

## Praca z Queen
Był menedżerem zespołu od 1978. Oprócz tego, opiekował się także każdym z czterech członków grupy osobno. Freddie Mercury, wokalista Queen, nadał mu przezwisko „Miami”. Wraz z Brianem Mayem, Rogerem Taylorem i Mary Austin utworzył fundację Mercury Phoenix Trust, promującą zapobieganie chorobie AIDS. W 2018 był producentem filmu Bohemian Rhapsody opowiadającym historię zespołu Queen. W jego rolę w owym filmie wcielił się Tom Hollander.

## Życie prywatne
Uczył się w Cheltenham College i Queens’ College, gdzie studiował prawo. Był członkiem Cambridge Footlights. W 1963 odbył tournée po Anglii i Szkocji z członkami Monty Pythona: Erikiem Idle’em i Graeme’em Gardenem.
Ożenił się z Claudią, z którą ma córkę Matildę oraz syna Ola. Ol Beach jest frontmanem grupy Yellowire; wcześniej był klawiszowcem zespołu rockowego Wire Daisies, stworzonego przez Rogera Taylora z Queen.